# Mucor circinelloides
Mucor circinelloides är en svampart. Mucor circinelloides ingår i släktet Mucor och familjen Mucoraceae.

## Underarter
Arten delas in i följande underarter:
- griseocyanus
- janssenii
- lusitanicus
- circinelloides